# Inula

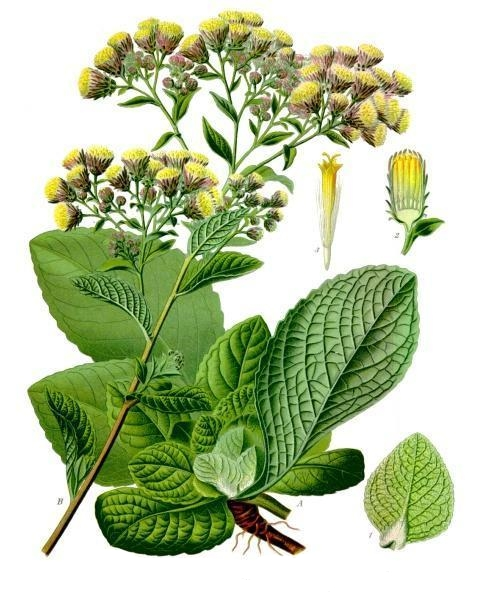
Inula conyzae (gravura da obra Köhlers Medizinal Pflanzen).

Inula (ínula) é um género botânico pertencente à família Asteraceae, nativa da Europa e do norte da Ásia. Com flores amarelas parecidas com margaridas, a inula cresce em solo úmido e com um pouco de sombra. Toda a planta é perfumada e pode ser usada como aromatizante.

## Taxonomia
O género Inula foi descrito por Carolus Linnaeus e publicado em Species Plantarum, vol. 2: 881–884, 1753. A espécie tipo é Inula helenium L.
Entre outras, o género Inula inclui as seguintes espécies:
- Inula britannica L.
- Inula crithmoides L. (sin. Limbarda crithmoides (L.) Dum.)
- Inula cuspidata C.B.Clarke
- Inula helenium L. –
- Inula hirta L.
- Inula montana L.
- Inula racemosa Hook.f.
- Inula royleana DC. (sin. de Inula racemosa Hook.f.)
- Inula salicina L.

## Classificação lineana do género
| Sistema | Classificação                                | Referência               |
| ------- | -------------------------------------------- | ------------------------ |
| Linné   | Classe Syngenesia, ordem Polygamia superflua | Species plantarum (1753) |